# Linafoot
La Linafoot è la massima competizione calcistica della Repubblica Democratica del Congo, istituita nel 1958.

## Albo d'oro
- 1958:  Saint Éloi Lupopo
- 1963:  CS Imana
- 1964:  CS Imana
- 1965:  AS Bilima
- 1966:  TP Englebert
- 1967:  TP Englebert
- 1968:  Saint Éloi Lupopo
- 1969:  TP Mazembe
- 1970:  Vita Club
- 1971:  Vita Club
- 1972:  Vita Club
- 1973:  Vita Club
- 1974:  CS Imana
- 1975:  Vita Club
- 1976:  TP Mazembe
- 1977:  Vita Club
- 1978:  CS Imana
- 1979:  AS Bilima
- 1980:  Vita Club
- 1981:  Saint Éloi Lupopo
- 1982:  AS Bilima
- 1983:  Sanga Balende
- 1984:  AS Bilima
- 1985:  Tshinkunku
- 1986:  Saint Éloi Lupopo
- 1987:  TP Mazembe
- 1988:  Vita Club
- 1989:  Motema Pembe
- 1990:  Saint Éloi Lupopo
- 1991:  SCOM Mikishi
- 1992:  Bilombe
- 1993:  Vita Club
- 1994:  Motema Pembe
- 1995:  Bantous
- 1996:  Motema Pembe
- 1997:  Vita Club
- 1998:  Motema Pembe
- 1999:  Motema Pembe
- 2000:  TP Mazembe
- 2001:  TP Mazembe
- 2002:  Saint Éloi Lupopo
- 2003:  Vita Club
- 2004:  Motema Pembe
- 2005:  Motema Pembe
- 2006:  TP Mazembe
- 2007:  TP Mazembe
- 2008:  Motema Pembe
- 2009:  TP Mazembe
- 2010:  Vita Club
- 2011:  TP Mazembe
- 2012:  TP Mazembe
- 2013:  TP Mazembe
- 2013-2014:  TP Mazembe
- 2014-2015:  Vita Club
- 2015-2016:  TP Mazembe
- 2016-2017:  TP Mazembe
- 2017-2018:  Vita Club
- 2018-2019:  TP Mazembe
- 2019-2020:  TP Mazembe[1]
- 2020-2021:  Vita Club
- 2021-2022:  TP Mazembe
- 2022-2023: Cancellato[2]
- 2023-2024:  TP Mazembe
- 2024-2025:  Aigles du Congo

## Vittorie per squadra
| Club                       | Città      | Titoli | Anni |
| -------------------------- | ---------- | ------ | --- |
| TP Mazembe ( TP Englebert) | Lubumbashi | 20     | 1966, 1967, 1969, 1976, 1987, 2000, 2001, 2006, 2007, 2009, 2011, 2012, 2013, 2014, 2016, 2017, 2019, 2020, 2022, 2024 |
| Vita Club                  | Kinshasa   | 15     | 1970, 1971, 1972, 1973, 1975, 1977, 1980, 1988, 1993, 1997, 2003, 2010, 2015, 2018, 2021                               |
| Motema Pembe (CS Imana)    | Kinshasa   | 12     | 1963, 1964, 1974, 1978, 1989, 1994, 1996, 1998, 1999, 2004, 2005, 2008                                                 |
| Saint Éloi Lupopo          | Lubumbashi | 6      | 1958, 1968, 1981, 1986, 1990, 2002                                                                                     |
| AS Dragons (AS Bilima)     | Kinshasa   | 4      | 1965, 1979, 1982, 1984                                                                                                 |
| SCOM Mikishi               | Lubumbashi | 1      | 1991 |
| Bantous                    | Mbuji-Mayi | 1      | 1995 |
| Bilombe                    | Bilombe    | 1      | 1992 |
| Sanga Balende              | Mbuji-Mayi | 1      | 1983 |
| Tshinkunku                 | Kananga    | 1      | 1985 |
| Aigles du Congo            | Kinshasa   | 1      | 2025 |